# Onthophagus impar
Onthophagus impar là một loài bọ cánh cứng trong họ Bọ hung (Scarabaeidae).